# Esat Polat Güler
Esat Polat Güler (* 3. September 2007 in Bağlar) ist ein türkischer Kinderdarsteller. Bekannt wurde er durch die Serie Tozkoparan İskender.

## Leben und Karriere
Güler wurde am 3. September 2007 in Bağlar geboren. Sein Debüt gab er 2016 in der Sendung Güldüy Güldüy Show Çoçuk. Danach spielte er 2017 in den Film Olanlar Oldu. Anschließend bekam er 2018 eine Rolle in Bizim Köyün Şarkısı. Dann wurde Güler 2019 für den Film Can Dostlar gecastet. 2021 spielte er in Tozkoparan İskender die Hauptrolle. Unter anderem bekam Güler 2022 eine Rolle in Adı Sevgi.

## Filmografie
Filme
- 2017: Olanlar Oldu
- 2018: Bizim Köyün Şarkısı
- 2019: Can Dostlar

Serien
- 2021: Tozkoparan İskender
- 2022: Adı Sevgi

Sendungen
- 2016–2017: Güldüy Güldüy Show Çoçuk
- 2018: Güldüy Güldüy Show